# Richard Klingen
Richard Klingen (* 9. März 1873 in Düsseldorf; † 8. April 1924 ebenda) war ein deutscher Landschafts-, Genre- und Porträtmaler der Düsseldorfer Schule.

## Leben

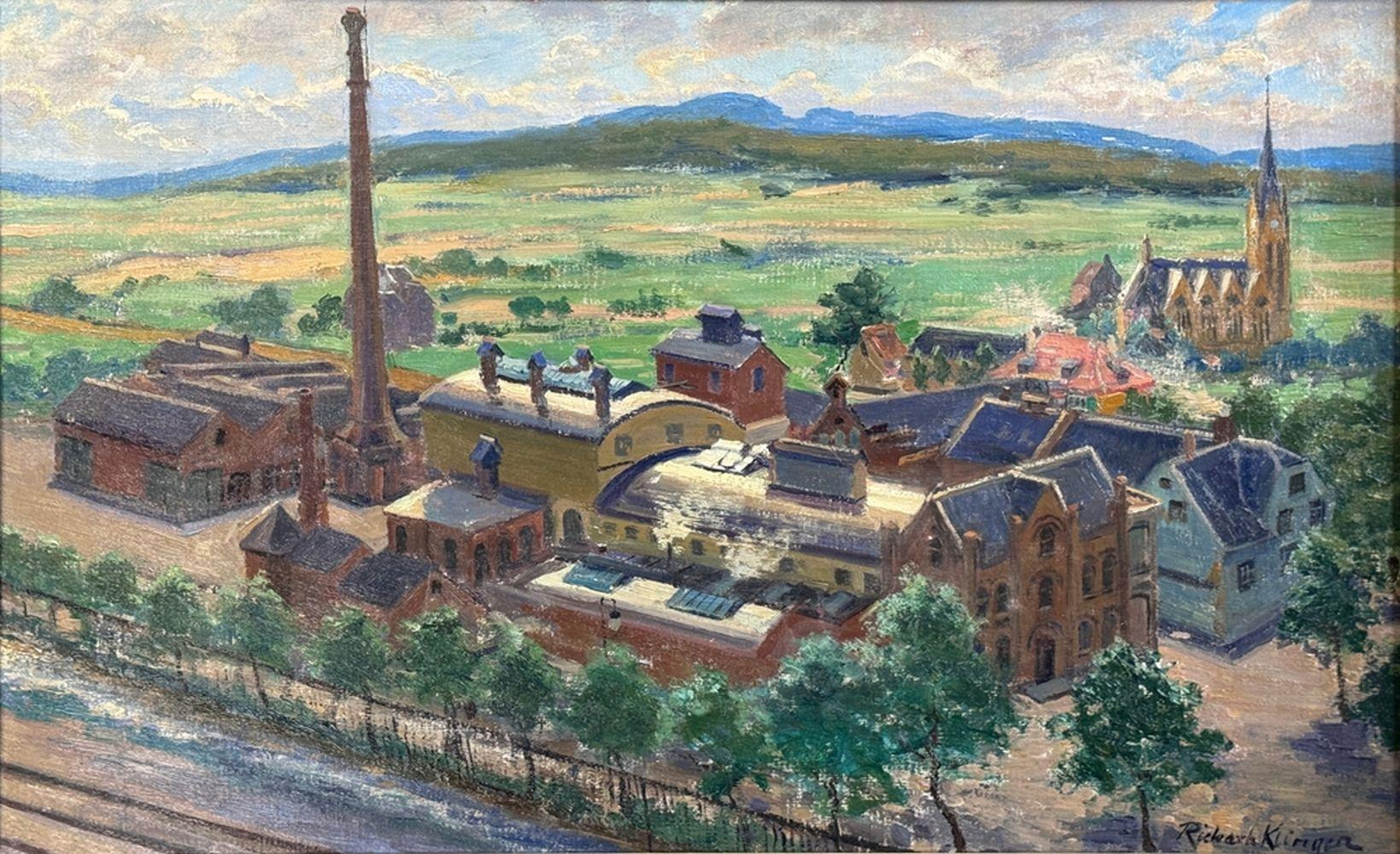
Industrielandschaft

Klingen studierte von 1889 bis 1899 an der Kunstakademie Düsseldorf Malerei. Dort waren Peter Janssen der Ältere, Arthur Kampf, Hugo Crola, Heinrich Lauenstein, Julius Roeting und Adolf Schill seine Lehrer. Von 1896 bis 1899 war er Meisterschüler von Claus Meyer. 1899 ließ er sich in seiner Vaterstadt als freischaffender Maler nieder und wurde Mitglied der wohl Ende 1907 gegründeten Künstlergruppe Niederrhein. Er bereiste Frankreich, Belgien, die Niederlande und Deutschland.